# Dubai Crude
Dubai Crude — маркерный сорт нефти, добываемый в Дубае и использующийся с середины 1980-х как эталон в установлении цены на другие марки экспортной нефти в регионе Персидского залива, а также при экспорте в азиатский регион. Другие две эталонные марки в мире — Brent (Европа) и West Texas Intermediate (США).
Маркерная нефть Dubai также известна как Fateh в ОАЭ. Форварды на Dubai Crude торгуются вперед лишь на месяц или два на бирже DME. На основе цен Dubai заключаются поставки на почти 30 миллионов баррелей нефти в день (около 30 % мировой добычи).
Сорт Dubai — средняя нефть, имеет плотность 31° API и содержание серы в 2 % (весовых).